# Sonbol Taefi
Sonbol Taefi (geb. im Süden des Irans) ist eine iranische Sängerin und Komponistin. 

## Leben
Taefi studierte in London Musik und lebte dann zunächst in Samoa, dann in Auckland/Neuseeland. Bereits siebenjährig trat sie im Kinderprogramm des Fernsehens auf. Sie gab Konzerte in Neuseeland, England, Australien, Südafrika, China den USA und Kanada und nahm mehrere Alben in persischer Sprache auf. In Englisch entstand das Album The Other Wing mit dem Pianisten Stephen Small. Sie vertonte Gedichte von Baha'ullah, dem Stifter der Bahaireligion und dessen Sohn ʿAbdul-Baha' sowie Anhängern der Bahaireligion wie Varqá, Táhirih, Jonun und Nush. Sie arbeitete mit Musikern wie Farahsheed Golbarani und Behzad Khoshmashrab und nahm mit dem Tschechischen National-Sinfonieorchester das Album Sea of Mystery auf.